# Charango (Yannick Noah)
Charango è un album di Yannick Noah, pubblicato nel 2006 su CD, e disponibile on-line dal 17 settembre 2007.
Il titolo in spagnolo designa una piccola chitarra.
Quest'album è stato classificato disco di diamante per aver venduto 1 150 000 copie.

## Tracce
1. Donne-moi une vie (3:46)
2. Danser (J.Kapler) (3:01)
3. Aux arbres citoyens (3:18)
4. Je suis tombé (2:41)
5. Couleurs d'aimer (J.Kapler) (3:12)
6. Assez bon pour moi (3:29)
7. C'est toi (4:24)
8. J'y crois encore (J.Kapler) (2:42)
9. Destination ailleurs (2:52)
10. La vie nous donne (3:14)
11. Un jour - le combat (J.Kapler) (3:42)
12. Là (3:51)
13. Te Quiero (J.Kapler) (3:25)
14. Dans et sur mes bras (3:51)